# 次原隆二
次原隆二（日语：／ Tsugihara Ryūji，1958年9月30日—），日本漫畫家、實業家。男性。出身於福岡縣鞍手郡鞍手町。另一個筆名是RYU。Coamix的創始成員。代表作有《請多指教跑車郎中》、《天才黑手251》。他擁有汽車機修工執照，他的許多作品都以機器為主題。

## 來歷
次原隆二從讀賣東京理工專門學校（現讀賣汽車大學）汽車學科畢業後，1979年以（《週刊少年Jump》）出道，並榮獲第17屆手塚獎佳作。1982年，他連載了《請多指教跑車郎中》（《週刊少年Jump》），這是一部有關改裝國產車的漫畫。此後，他又推出了多部偵探、熱血運動主題的作品。
他與當時《週刊少年Jump》編輯的堀江信彥以及《Jump》時期的同儕原哲夫、北條司一起創立了編輯製作公司「Coamix」（截至2022年4月1日，他擔任董事）。他在2001年創刊、新潮社出版的《週刊Comic Bunch》上連載了《天才黑手251》2010年，Coamix以德間書店取代新潮社作為其新合作夥伴（出版商），並推出了月刊《月刊Comic Zenon》，以RYU為名義連載了《內閣總理大臣 櫻庭皇一郎》。在少年Jump工作期間，他除了與北條司、原哲夫等同行作家成為朋友外，還與高橋陽一成為朋友。1980年代，他是高橋業餘棒球隊的投手，兩人也加入了集英社內部的籃球俱樂部。
2018年4月，Coamix與吉本興業於沖繩縣那霸市設立的教育法人「沖繩愛與和平專門學校」進行全面合作，次原也擔任講師，致力於培養下一代。

## 作品列表

### 連載
- 暴走獵人（1980年，《週刊少年Jump》連載）
- 請多指教跑車郎中（日语：よろしくメカドック）（1982年—1985年，《週刊少年Jump》連載，全12冊）
- ROAD RUNNER（1985年—1986年，《週刊少年Jump》連載，全3冊）
- F-1俱樂部（日语：F-1倶楽部）（1987年，發表於《WJ增刊 少年Jump》 1987年冬季特別號）
- 特別交通機動隊 SUPER PATROL（1987年，《週刊少年Jump》連載，全2冊）
- 隼人18號勝負（1989年，《週刊少年Jump》連載，全2冊）
- （1990年—1991年，擔任漫畫。原作：岬滿，《V Jump》連載）
- （1991年，《週刊少年Jump》連載，全2冊）
- 東京犯罪物語 ～菩薩與不動～（1994年，《週刊少年Jump》連載）
- （1995年，擔任編劇。原案：土屋守，漫畫：山本純二（日语：山本純二），《週刊少年Jump》連載，全1冊）
- TOMORROW（1996年，《月刊少年Jump》連載）
- 日本第一任總統 櫻木健一郎（日语：日本国初代大統領 桜木健一郎）（「Ryu」名義擔任作畫。原作：日高義樹，《BART（日语：BART (雑誌)）》連載，全3冊）
- 天才黑手251（日语：レストアガレージ251車屋夢次郎）（2001年—2010年，《週刊Comic Bunch（日语：週刊コミックバンチ）》連載，全33冊）
- 少年Ledum ～友情、努力、勝利之詩～（2009年—2010年，原案：西村繁男「再會了，我的青春「少年Jump」」，《週刊Comic Bunch》連載）
- 內閣總理大臣 櫻庭皇一郎（日语：内閣総理大臣 桜庭皇一郎）（2011年—2012年，「RYU」名義，《月刊Comic Zenon（日语：月刊コミックゼノン）》連載）

## 助手
- 庭野真琴人（日语：にわのまこと）[來源請求]
- 小健[7]
- 和月伸宏[8]
- 道元宗紀（日语：道元宗紀）[9]

## 外部連結
- 株式會社Coamix （页面存档备份，存于） （日語）
- Comic Bunch Web （页面存档备份，存于） （日語）